# أونيكريشنان بوثر
أونيكريشنان بوثر (بالإنجليزية: Unnikrishnan Puthur)‏ (15 يوليو 1933 في ترافنكور - 2 أبريل 2014 ) روائي، وكاتب من الهند.